# Brett Lunger
Robert Brett Lunger (Wilmington, Delaware, 14 de noviembre de 1945) es un expiloto de automovilismo estadounidense. Nació en Wilmington, Delaware. Lunger recibió educación en escuelas de baile en Wilmington, la Holderness School y en la Universidad de Princeton. Luego de tres años en Princeton dejó la universidad para enlistarse para pelear en Vietnam. Estudiaba una carrera en ciencias políticas. Al momento de dejar la universidad, estaba trabajando en una tesis sobre la política estadounidense en el sudeste asiático. El incidente del golfo de Tonkin refutó muchos de los argumentos de Lunger en su tesis. Al regresar de Vietnam como teniente exmarine comenzó su carrera como piloto de automóviles que realizó mayormente en automóviles pagados con la fortuna de su familia (Lunger está emparentado con la familia DuPont). 
Si bien Lunger no creció en un entorno familiar de entusiastas de los automóviles, se interesó por las competiciones cuando un amigo lo llevó a presenciar una carrera en 1965. Ya en 1966 se había convertido en el niño rico de la fórmula CanAm. Entre 1972  y 1974 participó en carreras de Fórmula 2, junto a Emerson Fittipaldi, Ronnie Peterson y Graham Hill. Su mejor carrera fue un cuarto puesto que obtuvo en Mantorp Park, Suecia.
En 1975 se casó con Jo, hija de Sir Leonard Crossland, exdirector de Ford en Inglaterra y un ejecutivo de Lotus.
Es recordado más como uno de los pilotos que arribaron al lugar donde se produjo el accidente de Niki Lauda (Austria), junto con Arturo Merzario (Italia), Harald Ertl (Austria) y Guy Edwards (Inglaterra). El entrenamiento que Lunger había recibido en la marina estadounidense para la guerra, le permitió asistir a Lauda para salvarle la vida.

## Resultados

### Fórmula 1
(Clave) (negrita indica pole position) (cursiva indica vuelta rápida)

| Año     | Escudería                          | 1      | 2       | 3       | 4       | 5        | 6     | 7       | 8       | 9       | 10      | 11       | 12     | 13      | 14      | 15     | 16     | 17  | Pos. | Puntos |
| ------- | ---------------------------------- | ------ | ------- | ------- | ------- | -------- | ----- | ------- | ------- | ------- | ------- | -------- | ------ | ------- | ------- | ------ | ------ | --- | ---- | ------ |
| 1975    | Hesketh Racing                     | ARG    | BRA     | RSA     | ESP     | MON      | BEL   | SWE     | NED     | FRA     | GBR     | GER      | AUT 13 | ITA 10  | USA Ret |        |        |     | NC   | 0      |
| 1976    | Team Surtees                       | BRA    | RSA 11  | USW DNQ | ESP DNQ | BEL Ret  | MON   | SWE 15  | FRA 16  | GBR Ret | GER Ret | AUT 10   | NED    | ITA 14  | CAN 15  | USA 11 | JPN    |     | NC   | 0      |
| 1977    | Chesterfield Racing                | ARG    | BRA     | RSA 14  | USW Ret | ESP 10   | MON   | BEL DNS | SWE 11  | FRA DNQ | GBR 13  | GER Ret  | AUT 10 | NED 9   | ITA Ret | USA 10 | CAN 11 | JPN | NC   | 0      |
| 1978    | Liggett Group / B & S Fabrications | ARG 13 | BRA Ret | RSA 11  | USW DNQ | MON DNPQ | BEL 7 | ESP DNQ | SWE DNQ | FRA Ret | GBR 8   | GER DNPQ | AUT 8  | NED Ret | ITA Ret |        |        |     | NC   | 0      |
| 1978    | Team Tissot Ensign                 |        |         |         |         |          |       |         |         |         |         |          |        |         |         | USA 13 | CAN    |     | NC   | 0      |
| Fuente: |                                    |        |         |         |         |          |       |         |         |         |         |          |        |         |         |        |        |     |      |        |